# Hugo Perotti
Hugo Osmar Perotti (Moreno, 6 marzo 1959) è un ex calciatore argentino, di ruolo attaccante.

## Biografia
Hugo Perotti ha origini italiane. È il padre dell'attaccante Diego Perotti.

## Carriera

### Club
Ha vinto un titolo nazionale nel 1981 con il Boca Juniors.

### Nazionale
Ha disputato due incontri per la nazionale argentina nel 1979.

## Palmarès

### Club

#### Competizioni nazionali
- Campionato argentino: 1

Boca Juniors: 1981

#### Competizioni internazionali
- Coppa Libertadores: 1

Boca Juniors: 1978